# De la docte ignorance

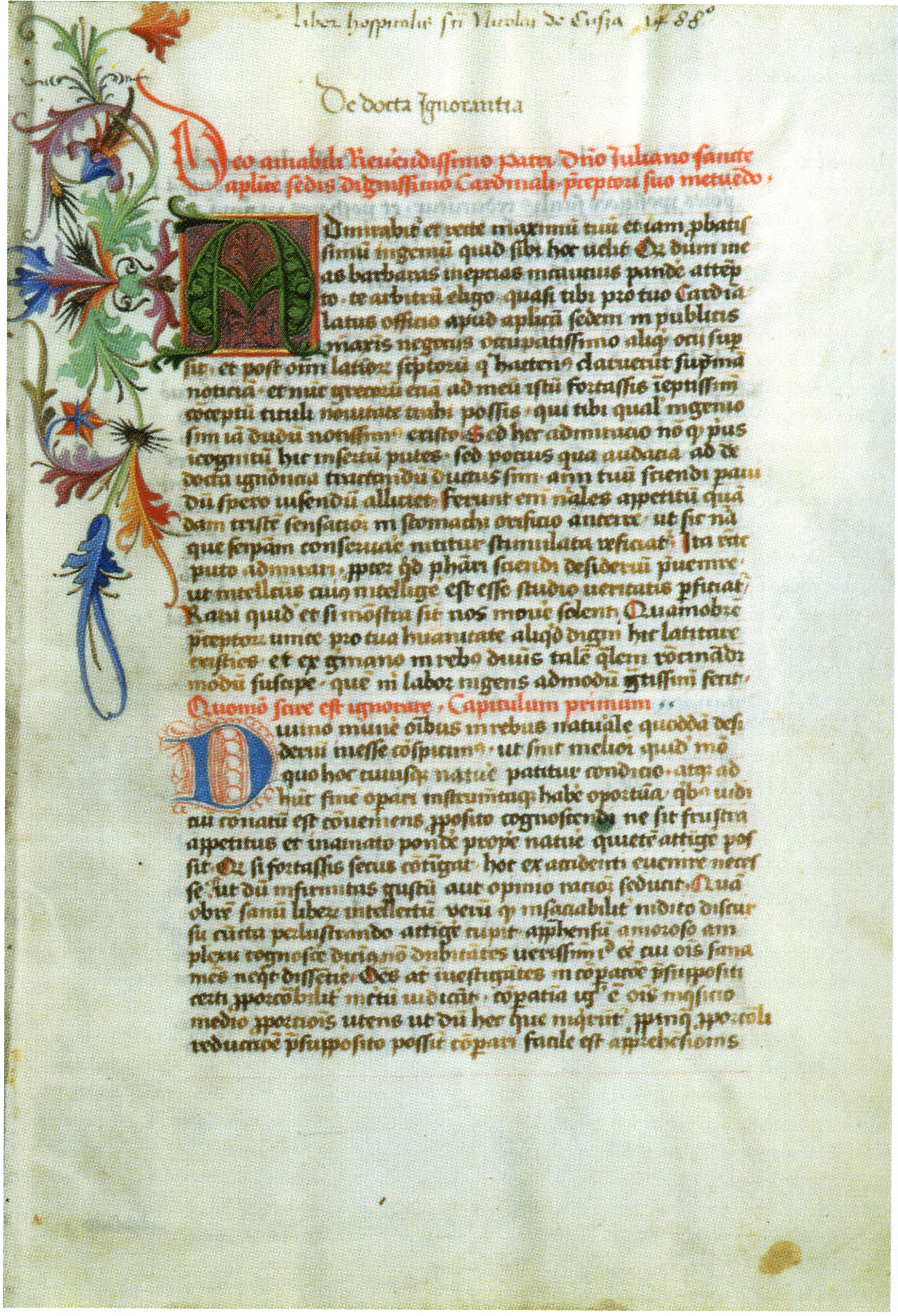
Première page d'un manuscrit enluminé de De docta ignorantia, Codex 218, fol. 1r (XVe siècle), bibliothèque de l'hôpital Saint-Nicolas, Bernkastel-Kues.

De la docte ignorance (De docta ignorantia) est un ouvrage de Nicolas de Cues, écrit en 1440, consacré à Dieu (livre I), à l'univers (livre II) et à Jésus-Christ (livre III). Le concept de « docte ignorance » relève de la théologie naturelle.

## Présentation générale
Le point de départ de Nicolas de Cues est de déterminer la nature de la connaissance. Il prend pour modèle la connaissance mathématique.
La possibilité de la connaissance réside dans la proportion entre l'inconnu et le connu. On ne peut juger de ce que l’on ignore qu'en relation avec ce que l'on sait ; mais cela n’est possible que si ce que l'on ne connaît pas encore possède une certaine proportionnalité (c’est-à-dire homogénéité) avec ce que l'on sait. La connaissance est d'autant plus facile que sont près des choses connues celles que l'on recherche. De là découle le fait que lorsque ce que l'on ignore n'a aucune proportion avec les connaissances en notre possession, il n’y a qu'à proclamer son ignorance. 
Cette reconnaissance de l'ignorance, ce « je sais que je ne sais pas », que Nicolas de Cues lie à la sagesse antique de Pythagore, de Socrate, d'Aristote et à celle biblique de Salomon (Ecclésiaste, I, VIII), se nomme "docte ignorance", selon un oxymore emprunté à saint Augustin (Lettre CXXX).
La docte ignorance est du reste la seule attitude possible face à l’être, c’est-à-dire face à Dieu. En effet, Dieu est le plus haut degré de l’être et, de façon générale, de toute perfection : Dieu est ce que rien ne peut dépasser. Comme l’avait déjà affirmé John Duns Scot (in Opus oxoniense, II, d.1, q.4, n. 26), Dieu est l’infini. Or, entre l’infinité de Dieu et la finitude de l’homme, il ne saurait y avoir de proportion. L’homme peut bien s’avancer indéfiniment par étapes successives de connaissances vers la vérité, ces étapes seront en elles-mêmes toujours finies et la vérité est l’être à son niveau infini. De sorte que la vérité échappera toujours nécessairement à l’effort humain de la comprendre.
Entre la connaissance humaine et la vérité, on trouve le même rapport qui existe entre les polygones inscrits et circonscrits avec la circonférence : même si l’on multipliait à l’infini les côtés du polygone, certes ils s’approcheraient indéfiniment de la circonférence, mais jamais ne s’identifieraient avec elle. 
Nicolas de Cues soutient donc que la Vérité, dans son caractère absolu et nécessaire, sera toujours au-delà de la connaissance, laquelle est la pure possibilité d’établir des proportions définies (De la docte ignorance, I, 3). Le traité de la Docte ignorance suppose ainsi l’incommensurabilité (la non-proportionnalité) entre l’être comme tel et la connaissance humaine ou, si l’on préfère, la transcendance absolue de l’être qui demeure une valeur ou une norme idéale qui ne peut ni être atteinte, ni possédée par l’homme. L’incommensurabilité de l’être avec la connaissance humaine préfigure, à en croire certains comme Cassirer, la philosophie de Kant qui assurera, bien des siècles plus tard, dans la Critique de la raison pure, que le noumène est inconnaissable.
Mais ce qui est hors de portée de l'homme est encore au pouvoir de Dieu. Stupéfait devant l'infinité divine et l'inadéquation perpétuelle de ses approches conjecturales, l'esprit peut cependant s'appuyer sur le rapport réel de la création et de l'incarnation, qui sont les thèmes des deuxième et troisième livres de la Docte ignorance. La théologie, au commencement purement spéculative, devient pour le coup "positive", puisqu'elle pense Dieu à partir de Dieu, en se fondant non pas sur les tentatives de l'homme d'aller à Dieu, mais sur la manière divine de sortir de soi.

## Traductions françaises
De la docte Ignorance, trad. Moulinier, Paris, La Maisnie, 1930  (ISBN 2-85-707-036-5). 
La docte ignorance, Introduction, traduction et notes par Hervé Pasqua, Paris, Bibliothèque Rivages, 2008  (ISBN 978-2-7436-2181-0). 
De la docte ignorance, Traduction, introduction et notes par Jean-Claude Lagarrigue, Paris, Cerf, 2010  (ISBN 978-2-204-09131-2). 
La Docte Ignorance, Traduction et présentation par Pierre Caye, David Larre, Pierre Magnard et Frédéric Vengeon, Paris, GF Flammarion, 2013  (ISBN 978-2-0807-1276-9).  

## Postérité en France
Montaigne : "C'est par l'entremise de nostre ignorance plus que de nostre science que nous sommes sçavants de ce divin sçavoir". 
Descartes : 
"... c'est une marque de savoir que de confesser librement qu'on ignore les choses qu'on ignore : et la docte ignorance consiste proprement en ceci, car elle appartient proprement à ceux qui sont vraiment doctes."
"Il démontrera que la chose cherchée dépasse tout à fait la portée de l'esprit humain et par suite il ne se croira pas plus ignorant pour ce motif, parce qu'il n'y a pas moins de science dans cette connaissance que dans n'importe quelle autre". 
Pascal : "... L'autre extrémité est celle où arrivent les grandes âmes, qui, ayant parcouru tout ce que les hommes peuvent savoir, trouvent qu'ils ne savent rien, et se rencontrent en cette même ignorance d'où ils étaient partis ; mais c'est une ignorance savante qui se connaît". 
Lacan : "La position de l'analyste doit être celle d'une ignorantia docta, ce qui ne veut pas dire savante, mais formelle, et qui peut être, pour le sujet formante". 